# Visor estereoscópico Brewster

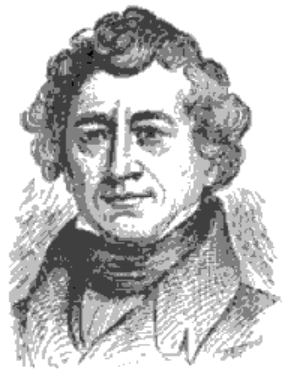
David Brewster.

El visor estereoscópico Brewster o estereoscopio lenticular es un aparato precinematográfico inventado en el 1849 por el físico escocés David Brewster, cuyo apellido inspira el nombre del artefacto, y producido por la compañía parisina Duboscq & Soleil. Dicho aparato es un juguete óptico, por lo que se trata de un objeto mecánico nacido con el objetivo científico de comprobar las teorías retinianas, pero, no obstante, después de cumplir con su función de investigación, fue transformado en un juguete de entretenimiento de niños y jóvenes basado en un engaño visual. 
Este aparato surgió con el fin de mostrar fotografías en tres dimensiones, la cual cosa es lograda a través de la creación de un efecto de profundidad y perspectiva. Básicamente, se trata de un visor de madera que, gracias a la distancia entre sus dos lentes y a la placa transversal que separa el campo visual, muestra una imagen tridimensional, al introducir una imagen estereoscópica dentro del mismo. Al ser un artefacto que, de igual manera que los prismáticos, se funda únicamente en dos orificios donde colocar ambos ojos de una misma persona, es de uso individualizado.

## Etimología y ortografía
“Estereopsis” proviene del griego: στερεά (“sólida”) y ὄψις (“visión”).  Se refiere al fenómeno de la percepción visual que provoca que dos imágenes contempladas desde un punto de vista ligeramente distinto (una vista por el ojo derecho y la otra por el izquierdo) sean interpretadas por el cerebro como una única imagen de naturaleza tridimensional. Dicha diferencia de perspectiva de cada ojo con relación al mundo físico recibe el nombre de “disparidad binocular”, “disparidad retiniana”. De este modo, el aparato se llama “Visor estereoscópico Brewster” debido a la “estereopsis”, pues es el efecto visual que el aparato reproduce, y debido a David Brewster, ya que es su creador.

## Tecnología y funcionamiento

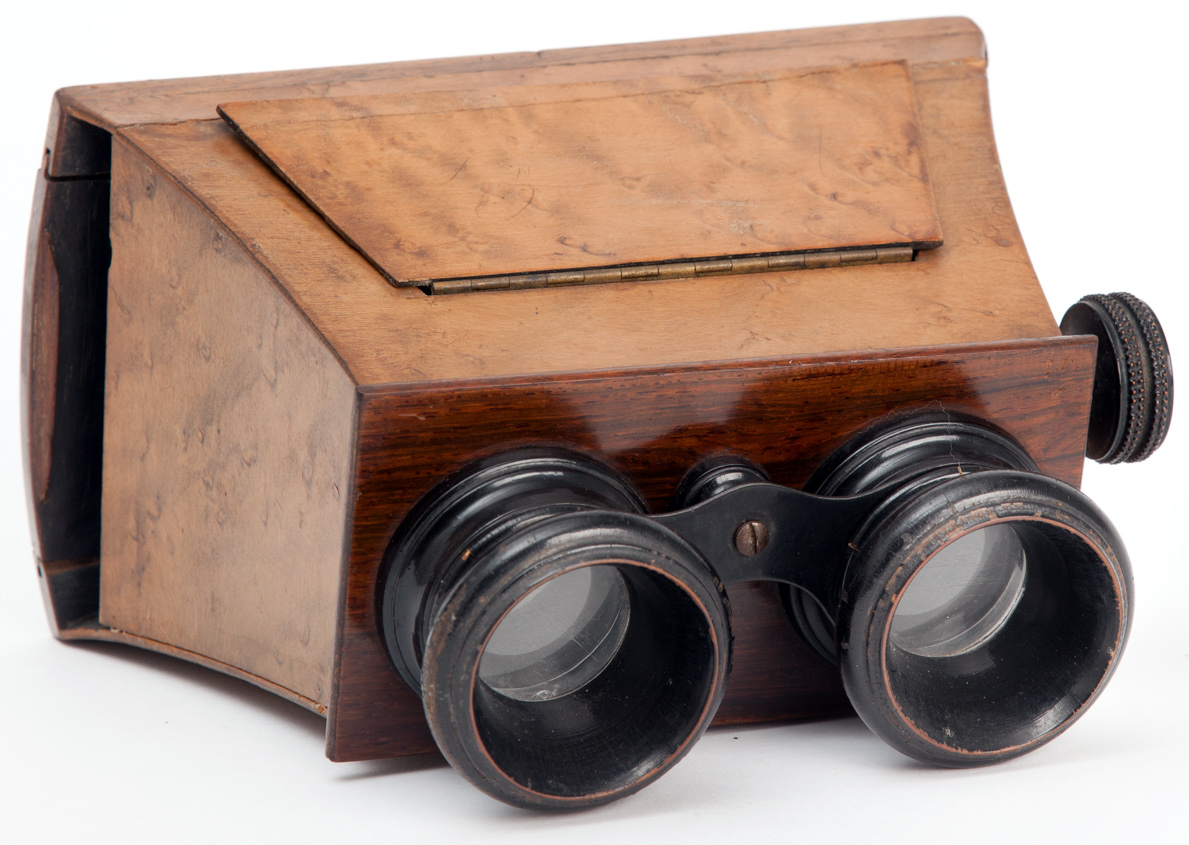
Ejemplar portátil de 1870, conservado en el Museo Leonardo da Vinci, de Milán.

El estereoscopio lenticular consiste en una caja de madera con dos lentes que, al mirar a través, permiten ver una imagen estereoscópica. Dentro de la caja, se halla una placa transversal que separa las dos fotografías independientes, las cuales el cerebro humano interpreta como una sola imagen. Para colocar dichas placas (el aparato fue diseñado para visualizar placas estereoscópicas de 6 x 13 mm), la caja dispone de una ranura lateral. En la parte alta del artilugio, descansa una trampilla contenedora de un espejo que proporciona la luz necesaria para poder apreciar detalladamente las imágenes.

## Historia
El visor estereoscópico Brewster fue fabricado en Francia e inventado en el año 1849 de la mano de David Brewster, un escocés científico de profesión, aunque, también, destacado naturalista, inventor y escritor, cuya vida fue destinada a la investigación en torno al campo de la óptica. De hecho, al invento lo nombró con su apellido. El aparato, asimismo, fue producido en Francia por Duboscq & Soleil, una famosa compañía parisina. 
Para entender el origen del estereoscopio lenticular de Brewster, debe uno remontarse al 1838, cuando el científico e inventor británico Sir Charles Wheatstone descubrió un aparato capaz de crear ilusión de imágenes tridimensionales a partir de una doble imagen que el cerebro humano interpreta como una sola. Dicho aparato fue bautizado con el nombre de “estereoscopio”. En 1849, Brewster mejoró el invento de Wheatstone al incorporar al aparato prismas para unir las diferentes imágenes. El estereoscópico Brewster se lanzó públicamente en 1851, en la Exposición Universal de Londres. Allí, el artilugio fue incluso mostrado a la Reina Victoria, a quien el invento agradó, y esto le otorgó al visor mucha popularidad.